# DAF MB200
DAF MB200 – autobus miejski wysokopodłogowy produkowany przez firmę DAF w latach 1967–1988.

## Ogólnie
DAF MB200 to dwunastometrowy autobus wyprodukowany w Holandii. Podwozie wykonał DAF (van Doorne's Automobiel Fabriek) a karoserię z tworzywa sztucznego dostarczyła firma Den Oudsten und Zonen. Autobus wyposażony jest w sześciocylindrowy, dieslowski silnik DAF DKDL1160 umieszczony pomiędzy osiami, skrzynię biegów półautomatyczną 4-biegową przekładniową Wilson Leyland lub automatyczną Alisson, połączoną z silnikiem poprzez hydrokinetyczne sprzęgło olejowe i posiada dwie pary drzwi odskokowo-uchylnych. W latach 1967–1988 zbudowano ponad 3000 autobusów dla holenderskiej komunikacji.
W Polsce eksploatowane były m.in. w MPK Poznań ze skrzynią półautomatyczną oraz w MPK Gniezno ze skrzynią automatyczną.

## Historia modelu
W latach 60. XX w. tabor holenderskich autobusów był mieszanką różnych typów. Nie pozwalało to na sprawne zarządzenie komunikacją. Dlatego holenderska unia przewoźników, w celu ujednolicenia taboru komunikacyjnego, opracowała projekt autobusu standardowego (stardaardstreekbus). Produkcję zgodną z wytycznymi rozpoczęła m.in. firma DAF, która we współpracy z dwoma rodzimymi firmami nadwoziowymi - Den Oudsten i Hainje zbudowała na podwoziu DAF MB200 autobus, który stał się na wiele lat znakiem rozpoznawczym holenderskiego transportu.